# Pokol v Cherry Valley
Pokol v Cherry Valley je bil napad britanskih in irokeških sil na utrdbo in mesto Cherry Valley v osrednjem New Yorku 11. novembra 1778, med ameriško revolucionarno vojno. Opisan je bil kot eden najstrašnejših pokolov na meji med vojno. Mešana sila lojalistov, britanskih vojakov, Senekov in Mohawkov se je spustila na Cherry Valley, katere branilci kljub opozorilom niso bili pripravljeni na napad. Pred napadom je Butler od Indijancev izsilil obljubo, da ne bodo škodovali civilistom. Med napadom so Seneki še posebej ciljali na neborce, poročila pa navajajo, da je bilo ubitih 30 takšnih posameznikov, poleg številnih oboroženih branilcev.
Napadalci so bili pod splošnim poveljstvom Walterja Butlerja. Vendar je imel le šibko avtoriteto, če sploh, nad indijanskimi bojevniki na odpravi. Zgodovinarka Barbara Graymont opisuje Butlerjevo poveljstvo odprave kot "kriminalno nesposobno". Seneki so bili jezni zaradi obtožb, da so zagrešili grozodejstva v bitki pri Wyomingu in zaradi nedavnega uničenja njihovih naprednih operativnih baz v Unadilli, Onaquagi in Tiogi s strani kolonistov. Butlerjevo avtoriteto pri domorodcih je spodkopalo njegovo slabo ravnanje z Josephom Brantom, vodjo Mohawkov. Butler je večkrat trdil, da je bil nemočen, da bi zadržal Seneke, kljub obtožbam, da je dovolil, da se grozodejstva zgodijo.
Med kampanjami leta 1778 si je Brant prislužil nezaslužen sloves brutalnosti. Ni bil prisoten v Wyomingu – čeprav so mnogi mislili, da je bil – in skupaj s poglavarjem Captain Jacobom (Scottom) iz plemena Saponi (Catawba) si je aktivno prizadeval zmanjšati grozodejstva, ki so se zgodila v Cherry Valleyju. Glede na to, da je bil Butler splošni poveljnik odprave, obstaja polemika o tem, kdo je dejansko ukazal ali ni uspel zadržati ubijanja. Pokol je prispeval k pozivom k povračilnim ukrepom, kar je privedlo do Sullivanove odprave leta 1779, ki je prinesla popoln vojaški poraz britansko-zavezniških Irokezov v zvezni državi New York.